# Nordäquatorialschwelle
Die bis zu 1.420 m hohe Nordäquatorialschwelle (auch Asandeschwelle genannt, nach der Volksgruppe der Azande) befindet sich als kontinentales Hochland im Zentrum des afrikanischen Kontinents. Sie gehört zu den fünf großen afrikanischen Schwellen.

## Lage
Die Schwelle reicht aus dem Westen von Kamerun in Richtung Osten über die Zentralafrikanische Republik und die Demokratische Republik Kongo bis in den Südsudan.

## Geographie
Die Nordäquatorialschwelle ist die nördliche Fortsetzung der Niederguineaschwelle und die östliche Fortsetzung der Oberguineaschwelle. Zwischen diesen beiden angrenzenden Schwellen befindet sich allerdings noch das Hochland von Adamaua. Im Nordwesten geht die hochplateauartige Großlandschaft in die Ebenen des Tschadbeckens über, im Nordosten schließt sich das hohe Marra-Massiv an und im Osten die Ebene des Niltals mit den Sümpfen des Sudd. Im Osten schließt sich die sehr hohe Zentralafrikanische Schwelle an und im Süden geht die Nordäquatorialschwelle in das Kongobecken über.

## Landesnatur
Der Norden der Nordäquatorialschwelle wird von Feuchtsavanne beherrscht, der Süden vom ausgedehnten tropischen Regenwald. Von den plateauartigen Höhen fließen zahlreiche kleine und große Bachläufe und Flüsse zumeist in Richtung Norden und Süden: Diese haben sich oft in das Hochland und in deren Ausläufer eingeschnitten. Dies wird gut am Beispiel der Flüsse Ubangi und Schari deutlich.

## Berge, Flüsse, Länder & Orte
Von Westen nach Osten gesehen liegen diese Berge, Flüsse, Länder und Orte an und auf der Nordäquatorialschwelle.

### Berge
- Mont Gaoun, 1.420 m, im östlichen Ausläufer des Hochland von Adamaua, in der Zentralafrikanischen Republik, bei Bouar
- Mont Toussoro, 1.330 m, in den Bongo-Bergen, im mittleren Norden der Zentralafrik. Republik unweit der Grenze zum Südsudan

### Größte Flüsse
- Schari
- Logone
- Uham
- Kotto
- Sangha
- Ubangi – etwa die südliche Schwellenbegrenzung

### Länder
- Kamerun
- Zentralafrikanische Republik
- Demokratische Republik Kongo
- Südsudan (bis 2011 autonome Region des Sudan)

### Orte
Auf der langgestreckten Nordäquatorialschwelle liegen hauptsächlich kleinere Städte:
- Bangui – Großstadt und Hauptstadt der Zentralafrikanischen Republik
- Isiro – Demokratische Republik Kongo
- Wau – Südsudan